# Westfield Great Northern
Westfield Great Northern, anteriormente conocido como Great Northern Mall, es un centro comercial de un nivel en North Olmsted (Ohio). Sus tiendas anclas son Dick's Sporting Goods, Dillard's, JCPenney, Macy's y Sears.

## Historia
Originalmente, había sido una pequeña plaza comercial llamada Saul Biskind en 1957 en lo que había sido un campo de fresas. La primera tienda ancla fue May Company Ohio que abrió a mediado de los años 60, seguido por las tiendas JCPenney y Sears a mediado de los años 1970. Durante los años 1980 se inauguró la Plaza South o la Plaza Sur en español junto a la franja (strip en inglés) (ahora simplemente conocido como la Plaza), en las remodelaciones de 1986 del South Court fue construir un motel de dos niveles, dos torres residenciales (Victoria Plaza y Westbury Condominiums) y muchas oficinas como Corporate Center y Technology Park. Esto ayudó a atraer más clientes al centro comercial y a las Plazas junto con la estratégica ubicación en la Avenida Lorain, Brookpark Road y Great Northern Boulevard junto a la autovía de la Interestatal 480.
May Company Ohio cambió de nombre en 1993 a Kaufmann's, y se convirtió en una Macy's en 2006. Dillard's fue agregada en 2003, por lo que se expandió el South Court en una nueva ala. The Westfield Group adquirió el centro comercial a mediados del 2002, y le cambió el nombre a «Westfield Shoppingtown Great Northern», quitándole en junio de 2005 la palabra «Shoppingtown».

## Anclas
- Dick's Sporting Goods (84,000 pie cuadrado)
- Dillard's (214,653 pie cuadrado)
- JCPenney (165,428 pie cuadrado)
- Macy's (228,554 pie cuadrado)
- Sears (179,624 pie cuadrado)

## Anclas junior
- H&M

## Tiendas principales
- Aéropostale
- Ann Taylor Loft
- American Eagle Outfitters
- Cinnabon
- Express
- Forever 21
- Gap
- New York & Company
- Pacific Sunwear
- Payless ShoeSource